# Kieferegel
Die Kieferegel (Hirudiniformes, früher Gnathobdelliformes bzw. Gnathobdellida Vaillant, 1890) sind eine Unterordnung der Egel (Hirudinea), die als Parasiten an verschiedenen Wirbeltieren oder auch räuberisch von anderen Kleintieren leben. Die Systematik dieser Gruppe ist in jüngerer Zeit revidiert worden.

## Merkmale
Der Körper der Kieferegel ist in 33 Segmente sowie am Vorderende ein Prostomium gegliedert. Die Segmente sind auf Grund der äußeren Ringelung nicht von außen erkennbar. Der vordere Saugnapf wird von den 4 ersten und der hintere Saugnapf den 7 letzten Segmenten gebildet. Die männliche Geschlechtsöffnung der zwittrigen Tiere befindet sich im neunten und die weibliche im zehnten Segment. Die Kieferegel haben 5 Augenpaare.
Der Vorderdarm der Kieferegel weist bei den meisten Arten drei kräftige, gezähnte Kiefer auf, mithilfe derer die Haut des Wirtes aufgeritzt wird. Manche Arten, darunter der Pferdeegel, haben aber nur schwach entwickelte Kiefer und verschlingen Beutetiere als Ganzes. Letzteres tun auch die seit der Revision durch Borda et al. (2008) zu diesem Taxon gestellten primitiven kieferlosen Egel. Der Magen der Kieferegel ist in der Regel zur Aufnahme großer Nahrungsmengen sehr dehnungsfähig und weist zur Speicherung der Nahrung paarige Aussackungen auf. Räuberische Egel wie die Pferdeegel haben jedoch keine oder nur schwach entwickelte Blindsäcke.
Das Coelom der Kieferegel ist wie bei den Schlundegeln als System enger Gefäße ausgebildet, durch welche die hämoglobinhaltige, als Blut dienende Coelomflüssigkeit fließt und die somit ein sekundäres Blutgefäßsystem darstellen, während das primäre Blutgefäßsystem vollständig reduziert ist. Die beiden lateral verlaufenden muskulösen Hauptgefäße pulsieren und haben somit Herzfunktion. Der Raum zwischen den Gefäßen ist mit Muskelsträngen durchzogen und mit Bindegewebe ausgefüllt.
Die zwittrigen Tiere besitzen einen Penis, mit dem das Sperma direkt und ohne Spermatophore in die Gonopore des Sexpartners übertragen wird.

## Vorkommen, Lebensraum und Artbeispiele
Die meisten Kieferegel sind aquatisch und vor allem in Binnengewässern weltweit verbreitet. Besonders in den Tropen Asiens gibt es auch landlebende Arten.
Der Medizinische Blutegel (Hirudo medicinalis) und der Mediterrane Medizinische Blutegel (Hirudo verbana) aus der Familie Hirudinidae leben in Binnengewässern Europas und saugen Blut von Wirbeltieren. Der ebenfalls im Süßwasser lebende Pferdeegel (Haemopis sanguisuga) aus der Familie Haemopidae wie auch der an Land lebende Europäische Landblutegel (Xerobdella lecomtei) aus der Familie Xerobdellidae fressen dagegen Insektenlarven und Ringelwürmer, die sie als ganzes verschlingen. Eine sehr kleine Art, die zum Blutsaugen auch in die Nasen- und Rachenhöhle des Menschen eindringt, ist die peruanische Art Tyrannobdella rex aus der Familie Praobdellidae. Die Landegel (Haemadipsidae) leben in Wäldern Südasiens, Südostasiens, Australiens und Madagaskars, wo sie als blutsaugende Parasiten Säugetiere befallen und einige Arten auch Lederkleidung des Menschen durchbeißen können.

## Systematik
Peter Ax nennt als Autapomorphie der monophyletischen Gruppe Gnathobdelliformes oder Hirudiniformes die drei gezähnten Kiefer oder halbkreisförmigen Sägeblätter, zwischen deren Zähnen die Hirudin bildenden Speicheldrüsen münden, sowie die direkte Übertragung des Spermas mithilfe eines Penis und ohne Spermatophore.
Nach der traditionellen Systematik gehören zu den Kieferegeln Egel folgender Familien, deren Vertreter drei, im Falle der Landegel teilweise auch nur zwei Kiefer und bei den Praobdellidae nur einen Kiefer besitzen:
- Hirudinidae (blutsaugend, aquatisch, 3 Kiefer)
- Macrobdellidae (blutsaugend, aquatisch, 3 Kiefer, früher zu Hirudinidae gezählt)
- Haemopidae (räuberisch, aquatisch, 3 Kiefer)
- Haemadipsidae (die eigentlichen Landegel: blutsaugend, terrestrisch, 2 bis 3 Kiefer)
- Xerobdellidae (räuberisch oder blutsaugend, terrestrisch, 3 Kiefer)
- Praobdellidae (blutsaugend, ausdauernde Parasiten an Schleimhäuten, 1 bis 3 Kiefer)

Auf Grundlage molekulargenetischer Untersuchungen durch Borda et al. (2008) gehören zum Taxon der Hirudiniformes zusätzlich folgende Familien, die primitive, räuberische, kieferlose Egel umfassen und die ohne die traditionellen Kieferegel ein paraphyletisches Taxon bilden würden:
- Semiscolecidae
- Cylicobdellidae

Eine Abzweigung nahe der Basis der Rüssellosen Egel stellt dabei hiernach folgende Familie terrestrischer räuberischer Egel dar:
- Americobdellidae